# Pancrace Royer
Pour les articles homonymes, voir Royer.
 (août 2023).
Si vous disposez d'ouvrages ou d'articles de référence ou si vous connaissez des sites web de qualité traitant du thème abordé ici, merci de compléter l'article en donnant les références utiles à sa vérifiabilité et en les liant à la section « Notes et références ».
Joseph-Nicolas-Pancrace Royer, né à Turin le 12 mai 1703 et mort à Paris le 11 janvier 1755, est un musicien, compositeur et claveciniste savoisien.

## Le clavecin dans la première moitié XVIIIe siècle
Si l’on jette un regard rétrospectif sur la production de pièces de clavecin avant 1746, date de publication du Livre de Royer, on est surpris par son ampleur. Depuis les 250 minutieuses perles issues de la plume de François Couperin et réparties en quatre Livres (1713, 1717, 1722 et 1730) jusqu’aux joyaux moins nombreux de Jean-Philippe Rameau (1724, 1728), quantité de petits maîtres, organistes ou clavecinistes se sont mis à composer de manière frénétique pour un instrument dont « les Français jouent actuellement avec une délicatesse non pareille », pour paraphraser le littérateur et voyageur allemand Joachim Christoph Nemeitz (1679-1753).
Sans en faire une liste exhaustive, on peut mentionner les volumes de Louis-Antoine Dornel (1731), François d'Agincourt (1733), Michel Corrette (1734), Louis-Claude Daquin (1735), Joseph Bodin de Boismortier (1736) ou Bernard de Bury (1737). Tous ces volumes, composés dans l’esprit de Couperin et s’inspirant des nouveautés stylistiques initiées par Rameau, mais sans les plagier, possèdent un caractère propre, une inspiration sans cesse renouvelée que notre siècle a su petit à petit percevoir en les extirpant d’un rôle injuste de pâle copie. En effet, le « Grand Goût » en vigueur sous Louis XIV, matérialisé par d’impressionnants volumes, par un souci constant de représentation ou, à l’inverse, par une minutie parfaitement maîtrisée par Couperin par exemple, se fluidifie, devient plus humain, plus proche du sentiment et des idéaux qui changent sous le règne du Régent puis de Louis XV. Architecture, peinture et littérature se font l’écho de cette tendance, rejoignant le désir fondamental de confort et d’intimité.
Moins formelle, usant d’effets plus percutants, la musique se transforme, se « démocratise » et suit davantage la mode parisienne. La vague d’italianisme qui déferle sur la capitale dès le début du XVIIIe siècle entraîne avec elle les antiques préceptes et ouvre de nouvelles portes. Auparavant, malgré les secrètes velléités de Couperin en la matière, justement dans ses Goûts Réunis, aurait-on aisément accepté les extraordinaires prouesses d’un Domenico Scarlatti au clavecin ? Corelli, Somis, Geminiani et tous ces Italiens à la virtuosité époustouflante qui passent désormais sur la scène du Concert Spirituel, à l’Opéra ou dans les Foires, bouleversent de manière notable l’inspiration des compositeurs français. La musique devient plus européenne encore grâce aux virtuoses allemands et anglais, qui métissent une écriture s’ouvrant à une sensibilité nouvelle. Tout annonce déjà l'Empfindsamkeit d’outre-Rhin, ainsi qu'un certain classicisme, bien que certains y voient plutôt l’amorce d’une décadence.
C’est justement l’époque des Livres de clavecin de Royer, de Jean-Baptiste Barrière (1740), de Jean-Baptiste Antoine Forqueray (1747), de Jacques Duphly (1744, 1748, 1758, 1768), d'Armand-Louis Couperin (1751) ou de Claude Balbastre (1759), qui matérialisent un « esprit des Lumières » épris de liberté et d’idées qui auraient pu paraître fantasques quarante ans auparavant. L’heure est au portrait vigoureux, aux teintes pastel dont on retrouvera la palette chez des peintres comme Chardin, Maurice Quentin de La Tour ou Jean-Honoré Fragonard, travaillant « à grand coup de pinceaux, par touches libres et hardies, avec des couleurs heurtées, des teintes qui ne sont pas adoucies et noyées ensemble, négligeant de petits détails pour s’occuper des choses grandes et importantes », selon Trévoux.

## Biographie

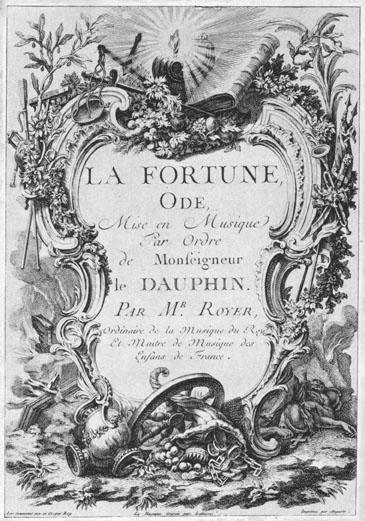
Frontispice de La Fortune - 1747.

Au regard de ses contemporains, la vie de Joseph Nicolas Pancrace Royer reste encore quelque peu mystérieuse. Né à Turin d’un capitaine d’artillerie, intendant des fontaines et jardins de la cour de Savoie, Royer dans un premier temps ne se penche sur la musique que par simple amusement. Lorsque son père meurt sans lui laisser aucun héritage, il s’y lance pourtant avec ferveur en se faisant connaître comme claveciniste et organiste. La tradition veut alors qu’il ait travaillé avec Marc-Roger Normand dit Couprin ou Coprino (1663–1734), cousin germain de François Couperin, organiste et maestro di cappella (maître de chapelle) à Turin. En 1725, nous le retrouvons à Paris où il est naturalisé, tout en commençant à gagner sa vie comme professeur de clavecin. Son incursion, comme beaucoup de ses collègues, à l'Opéra-Comique, est attestée dans des pièces d'Alexis Piron, la même année : Le fâcheux veuvage au théâtre de la Foire Saint-Laurent, et puis Crédit est mort en 1726 à celle de Saint-Germain, opéras-comiques bouffons, contenant de nombreuses « chansons » d’aspect populaire et propres à être aisément retenues. C’est le chroniqueur Jean-Benjamin de Laborde qui nous oriente ensuite sur la carrière de Royer en lui attribuant un poste de maître de musique à l’Opéra (l'Académie Royale de Musique), qu’il aurait tenu de 1730 à 1733. Ceci coïncide avec la première grande œuvre lyrique de Royer, Pyrrus, donnée à la scène le 19 octobre 1730 et que le Mercure de France, à la même date, mentionne dans ses colonnes : « Cet ouvrage […] doit faire l’honneur au Poëte et au Musicien par les beaux morceaux qu’on y trouve. »
« Sa Majesté étant satisfaite des talents et de la capacité du Sr. Royer », le 15 novembre 1734, le jeune auteur obtient le brevet de la charge de maître de musique des enfans de France, qu’il partagera avec Jean-Baptiste Matho (1663-1743). Le 20 mars de l’année suivante, il obtient la survivance de la charge de chantre de la musique de la chambre du Roi, détenue par Matho démissionnaire. La mort de ce dernier laisse alors Royer seul détenteur du poste de professeur de clavecin des enfants royaux et lui permet de prendre un privilège d’édition, le 3 février 1735, pour d’éventuelles « pièces d’orgue, de clavecin, sonates et autres ouvrages de musique instrumentale de sa composition ». Quelques années plus tard, le 5 septembre 1739, c’est avec le désormais célèbre ballet héroïque Zaïde, reine de Grenade, dont « la musique a fait beaucoup de plaisir » (selon le Mercure de France), que Royer revient à la scène.
Zaïde est bientôt suivie, le 23 mars 1743, par une œuvre de semblable facture, Le Pouvoir de l’Amour. Les succès remportés dès lors par le compositeur ne pouvaient sans doute pas laisser indifférents ses illustres contemporains, même si Charles Burney (1726-1814), dans son Voyage musical dans l’Europe des Lumières, commente assez sévèrement, le vendredi 15 juin 1770, une représentation de Zaïde, d’un compositeur mort depuis 15 ans :

« L’opéra de ce soir fut joué pour la première fois en 1739, rejoué en 1746, en 1756 et à présent, pour la quatrième fois, en 1770. Les Français le nomment ballet-héroïque, l’œuvre étant entremêlée de danses, qui forment une partie essentielle de la pièce. Je crois que l’intérêt du drame n’entre que pour peu de chose dans ces sortes de représentations ; c’est du moins le jugement que l’on peut retirer de celle-ci, ou de quelques autres de la composition de Rameau. La musique de Zaïde est de Royer. Il est assez étonnant qu’on n’ait toujours rien composé de mieux, ni d’un goût plus moderne, alors que le style de la musique a complètement changé dans le reste de l’Europe. On a beau accuser les Français d’avoir l’esprit généralement plus léger et plus capricieux que leurs voisins, ils n’ont pas fait le moindre pas en avant dans leur musique depuis trente à quarante ans. […] Revenons à l’opéra de Zaïde : il est irréfutable qu’en fait de mélodie, de nuances, de contraste et d’effet, c’est un ouvrage très médiocre et au-dessous de toute critique. Mais en même temps, on conviendra que la scène est belle et élégante, que les costumes et les décorations sont superbes, la danse exquise et les machines des plus ingénieuses. Hélas, tous ces objets ne flattent que les yeux, alors qu’un opéra, dans tout autre pays, est fait pour flatter l’oreille. Un drame lyrique qui n’a rien d’intéressant dans le poème, dont la musique est mauvaise et le chant pire encore, ne répond nullement à l’idée que l’on se forme à l’étranger de cette sorte de spectacle. »

 Le jugement de Burney, si dur soit-il, ne doit cependant pas occulter le succès remporté à son époque par Zaïde. Ainsi, lorsqu’un rapport de police de 1742 nous relate une dispute « en plein café » entre Royer et le grand Rameau, dont le caractère parfois ombrageux était de notoriété commune, l'on peut aisément imaginer qui fut à l’origine de ce conflit passager, Royer ayant une réputation « aimable et de la plus grande politesse », selon Labbet. Le Dijonnais, n’ayant rien proposé à la scène depuis Dardanus en 1739 et avant de donner La Princesse de Navarre en 1745, reprochait-il à Royer l’audace d’une plume qui allait annoncer l’extraordinaire Scylla et Glaucus de Jean-Marie Leclair en 1746 ou Titon et l'Aurore que son collègue et ami Jean-Joseph Cassanéa de Mondonville donne en 1753 ? L’importance de Royer grandit néanmoins et, le 11 novembre 1746, une Ode à la fortune, composée sur un texte du célèbre poète et librettiste Jean-Baptiste Rousseau, voit le jour. C’est le duc de Luynes, dans ses Mémoires, qui relate les circonstances de cette naissance :

« Il y a quelque temps qu’ayant remarqué une ode de Rousseau sur la Fortune, dont la pensée et les expressions lui plurent [il parle du Dauphin], il proposa à Royer, son maître de clavecin, de la mettre en musique. L’ouvrage étoit difficile, les vers de cette Ode n’étant point faits pour être chantés ; cependant Royer y a fort bien réussi : il en a fait un divertissement qui dure environ trois quarts d’heure. La musique est belle et il y a des chants agréables ; il n’y a qu’une seule voix qui est une basse taille. Cette musique étoit faite pour la voix de M. le Dauphin ; il la chanta samedi dernier chez Mesdames [les filles de Louis XV] avec les accompagnements, ce qui est fort singulier, ne faisant que commencer à apprendre la musique. »

 Ces 45 minutes de divertissement, ainsi créées de si auguste façon, furent reprises par la suite au Concert Spirituel et à la cour par un chanteur professionnel, ce qui motiva sans doute Royer à livrer un nouvel opéra-ballet, Almasis, représenté à Versailles le 26 février 1748 dans le théâtre des Petits Cabinets de Madame de Pompadour, bâtiment exquis inauguré le 17 janvier 1747. La favorite, férue de musique et de théâtre, y tint le rôle principal, ce qui permit au duc de la Vallière de flatter les talents de la dame :
Dans le jeu que pour vous on prend soin de former,

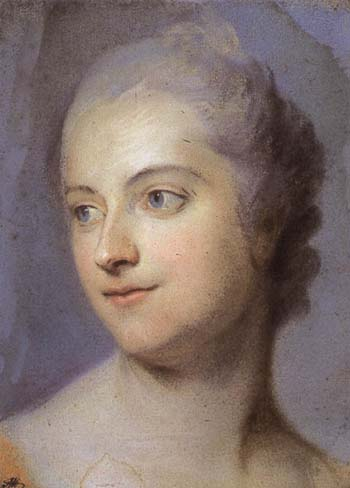
la marquise de Pompadour - esquisse par Maurice Quentin de La Tour.

Vos talens enchanteurs vous font mille conquêtes,

Ce fut pour couronner votre art de tout charmer

Que l’Amour inventa vos fêtes ».
Malheureusement, les goûts grandioses de la marquise, lors de l’inauguration du château de Bellevue en 1749, ne tarderont pas à être épinglés par des vers cruels circulant sous cape à Paris…
Fille d’une sangsue et sangsue elle-même,

Cette fille Poisson, d’une arrogance extrême

Étale en ses châteaux, sans honte et sans effroi,

La substance du peuple et la honte du Roi !
Dès 1748, en collaboration avec Gabriel Capperan, ordinaire de la musique du roi et basse du grand chœur à l’orchestre de l’Académie, Royer signe un contrat qui le lie désormais pour la modique somme de 6 000, 7 500 puis 9 000 livres par an à l'Académie Royale de Musique en tant que directeur du Concert Spirituel, institution souffrant cependant d’un certain déclin. Pour donner un nouveau souffle à l’entreprise, il initie une réfection du Palais des Tuileries et commande l’installation d’un orgue. L'inauguration, le 1er novembre 1748, fut un véritable succès, répondant ainsi à l’avis préliminaire du Mercure de France de juillet 1748 :
« M. Royer, connu pour son génie & par ses ouvrages, a obtenu le Privilège du Concert Spirituel. On atten de sa science et de son génie, des changements dignes de l’approbation publique. »
Parallèlement aux grandes reprises d’œuvres de Lalande par exemple, Royer travaille à l’introduction de pièces novatrices et à la même fois, il continuait les grands motets de Mondonville, ami dont il maintient la pension de 1 200 livres octroyée par l’Académie Royale sous la direction précédente de Rebel. Les symphonies de compositeurs nouveaux comme Carl Heinrich Graun, Jean-Jacques Rousseau, Johann Adolf Hasse, Niccolò Jommelli (1714-1774) et Jan-Václav-Antonin Stamitz, constituent également le quotidien de Royer. Bénéficiant de la publicité faite autour de la Querelle des Bouffons en faisant représenter le Stabat mater de Pergolèse en 1753, il en profite pour réviser d’anciennes œuvres au goût du jour, comme le Sunt breves mundi rosae de Giacomo Carissimi et le Requiem de Jean Gilles. Très actif, Royer continue durant cette période à donner ses propres œuvres : Myrtil et Zélie (20 juin 1750), donné à Versailles, précède de peu Prométhée et Pandore, sorte d’adaptation du Prométhée de Voltaire par Sireuil, qui fut représentée chez le maréchal et la marquise de Villeroy le 5 octobre 1752. Alors qu’on projetait la reprise de cette dernière œuvre à l’opéra en 1754, Voltaire s’opposa violemment aux représentations. Le 22 septembre 1753, Royer achète à François Rebel et Bernard de Bury (1720-1785) la survivance d'une charge de maître de musique de la chambre du roi pour 2 000 écus. Lors d’une cérémonie du 13 décembre de la même année, la ville de Paris se tourne vers Royer en le nommant directeur et inspecteur de l'Opéra.
Après sa mort, à Paris le 11 janvier 1755, Royer tombe dans un oubli qui n’a d’égal que la soudaineté de son décès. Si le duc de Luynes le qualifie d’homme « très savant et qui avoit infiniement le goût du chant », l’abbé de Fontenai, dans son Dictionnaire des artistes de 1776, loue la politesse et l’amabilité de son caractère, s’étant « fait connoitre d’abord par la manière sçavante et délicate dont il touchoit l’orgue et le clavecin ». Évrard Titon du Tillet, enfin, n’hésitera pas un instant à inclure Royer au supplément de son Parnasse François de 1760.

### À propos des pièces de clavecin
- Si vous ne connaissez pas le sujet, laissez ce bandeau (vous pouvez alors contacter les auteurs).
- Si vous supprimez le contenu mis en cause (vous pouvez préalablement contacter les auteurs),

argumentez précisément cette suppression dans la page de discussion
(un manque de référence n'est pas un argument ; une recherche réelle de référence doit avoir été effectuée, être formellement documentée).

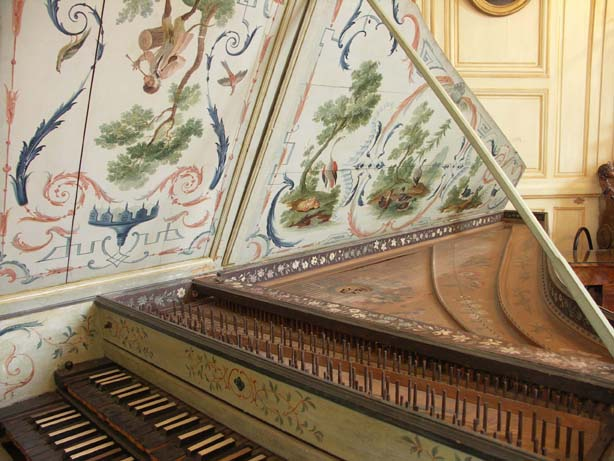
Le très beau clavecin historique du château de Thoiry avec ses peintures de Christophe Huet.

Si le Sentiment d’un harmoniphile mentionne en 1756 que « l’on a trouvé parmi ses papiers [de Royer défunt] de quoi former deux Livres de Pièces de clavecin », seulement quatorze pièces éditées en 1746 nous sont formellement parvenues, si l’on excepte la Chasse de Zaïde, pièce manuscrite recopiée en 1775 dans un Recueil de pièces détachées pour clavecin (Paris, Bibliothèque nationale).

En dédiant son œuvre À Mesdames de France, Royer ne fait que rendre un hommage à ses royales élèves : 

« C’est le goût qui forme, qui anime et qui récompense les talents ; et c’est à lui seul qu’ils doivent reporter leur hommage. Ce motif m’engage à profiter de la permission que vous m’avez donnée de vous offrir ces Pièces de Clavecin. »

 En professeur attentif et sûr, il poursuit par un Avis à l’intention des interprètes :

« Quelques-unes des Pièces que j’ose présenter au Public, ayant été défigurées, et même données sous d’autres noms, je me suis déterminé à les faire graver telles que je les ai composées. Celles qui ont paru dans plusieurs de mes Opéra, n’ont été mises en pièces de Clavecin que depuis qu’elles ont été entendues au Théâtre. Je n’ai rien changé aux Caractères qui marquent les Pincés, les Cadences et les Suspensions ; j’ai seulement marqué les Renvois par les lettres de l’Alphabet. Il me paraît que cette manière est la plus sûre pour éviter de se tromper. Ces Pièces sont susceptibles d’une grande variété passant du tendre au vif, du simple au grand bruit et cela successivement dans le même morceau. Quant à l’exécution, je m’en rapporte au goût de ceux qui me feront l’honneur de les jouer. »

Toute la musique de Royer transparaît ainsi au travers de ces quelques lignes : variété et ouverture d’esprit. Pouvait-on rêver mieux ? En évitant tout ennui pouvant résulter d’une trop grande unité stylistique, le compositeur mêle habilement pièces poétiques, douces à souhait (L’Aimable, Les tendres sentiments, La Sensible), aux fureurs d’une écriture plus lyrique qui, soit reprend à son compte des thèmes déjà rencontrés dans ses propres œuvres scéniques (La marche des Scythes, La Zaïde, Les Matelots, Allemande), soit va au-delà des purs moments descriptifs en usant d’une virtuosité nouvelle (Le Vertigo).

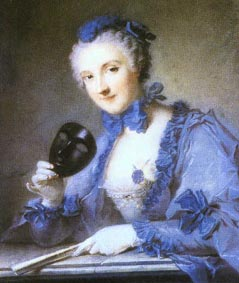
Louise Geneviève Le Blond, Madame Royer. Copie d'après un pastel de Jean-Marc Nattier. Coll. priv.

D'une manière générale, l’on peut dire que Royer accorde une plus grande place que ses prédécesseurs au chant dans ses pièces, ce qui n’est pas un hasard au vu de sa production vocale. Le succès d’adaptations, plus que de transcriptions, comme La Zaïde (Acte V, scène 5, prélude au quatuor « Ah ! quel bien suprême » du ballet Zaïde, reine de Grenade) n’est donc pas étonnant, surtout si l’on jette un regard intéressé aux nombreux Recueils d’airs de différents auteurs mis pour d’autres instruments en vogue, comme la flûte traversière par le célèbre Michel Blavet : les thèmes issus d’ouvrages de Royer y sont légion ! Royer, dépassant la simple décalcomanie d’un air, traite avec une certaine liberté le thème initial et réinvente sans cesse sa pensée. Les Matelots, issus du ballet héroïque, Le Pouvoir de l’Amour, correspondent ainsi à l'Entrée pour les habitans du Pactole de l'Acte II. De même, Les tambourins, issus du même acte, font-ils écho à l’Allemande tirée de l’acte III, scène II où elle faisait initialement office de Marche pour le Sacrifice. La Marche des Scythes, enfin, morceau de pure bravoure issu d’un simple Air pour les Turcs en rondeau (Zaïde, Acte V, scène V) propose à l’exécutant des variations dont Royer prend soin d’expliquer la « façon d’arpéger ».
Ces quelques pièces, rappelant fidèlement de grands moments d’émotion scéniques, ne font cependant pas oublier les autres morceaux purement sensibles qui montrent l’étendue du génie de Royer. S’attachant à rendre fidèlement une émotion ou un caractère de l’âme humaine (La Majestueuse avec ses rythmes, L’incertaine et ses passages de l’aigu désenchanté au grave le plus ténébreux), l’auteur atteint sans doute le paroxysme de l’émotion dans L’Aimable, douce ballade triste et résignée aux accents déchirants s’abîmant dans le grave d’un registre qui ne semble pourtant pas céder la place au désespoir. L’ensemble nous fera alors regretter qu’un second « Livre de Clavecin » n’ait pu voir le jour, livre dont le contenu, resté probablement en possession de Louise Geneviève Le Blond (veuve de Royer qui reprit la gestion du Concert Spirituel avec Mondonville après 1755), semble à jamais perdu…

## Catalogue des œuvres
| Date | Titre | Création                                                    |
| ---- | --- | ----------------------------------------------------------- |
| 1725 | Le Fâcheux Veuvage, opéra-comique sur un livret d'A. Piron                                                                      |                                                             |
| 1726 | Crédit est mort, opéra-comique sur un livret d'A. Piron                                                                         |                                                             |
| 1730 | Pyrrhus, tragédie lyrique en 5 actes et prologue sur un livret de J. Fermelhuis                                                 | créé en 1730 (le 26 octobre) à l'Académie royale de musique |
| 1739 | Zaïde, reine de Grenade sur un livret de La Marre, Ballet héroïque en 3 actes et prologue                                       | créé en 1739 (le 5 septembre) à l'Opéra de Paris            |
| 1740 | Sonate (?) [Eitner] |                                                             |
| 1743 | Le Pouvoir de l'Amour, ballet héroïque avec prologue sur un livret de C.H. Le Fèvre de Saint-Marc                               | créé en 1743 (le 23 avril) à l'Académie royale de musique   |
| 1746 | Ode à la Fortune, sur un livret de Jean-Baptiste Rousseau (ms. Paris, BNF)                                                      | créé en 1746 (le 25 décembre) à Paris, Concert Spirituel    |
| 1746 | Pièces de clavecin, 1er livre, Paris 1746, édité à compte d'auteur                                                              |                                                             |
| 1748 | Almasis, opéra-ballet en 1 acte sur un texte de F.A. Paradis de Montcrif                                                        | créé en 1748 (le 26 février) à Versailles                   |
| 1750 | Sunt breves mundi rosae, motet de Carissimi (recte Cazzati), instrumenté et partie de haute-contre transformée en basse-baryton | créé en 1750 (le 1er novembre) à Paris, Concert Spirituel   |
| 1750 | Myrtil et Zélie, pastorale héroïque avec un prologue allégorique                                                                | créé en 1750 (le 20 juin) à Versailles                      |
| 1750 | Requiem aeternam de Jean Gilles, motet révisé par Royer                                                                         | créé en 1750 (décembre)                                     |
| 1751 | Venite exultemus, motet pour baryton-basse et deux instruments et basse continue                                                | créé en 1751 (le 8 décembre) au Concert Spirituel           |
| 1752 | Pandore sur un texte de Voltaire                                                                                                | créé en 1752 chez la marquise de Pompadour                  |
| sd.  | Badine, Air pour violon, dans « Recueil d'airs pour violon seul » (ms. Paris, BNF)                                              |                                                             |

## Discographie
- Pièces de clavecin 1746, William Christie, clavecin William Dowd (octobre 1979, Harmonia Mundi HMA 1951037)[3]
- Pièces de clavecin 1746, Christophe Rousset, clavecin Henri Hemsch 1751 (1993, Decca/L'Oiseau-Lyre 436 127-2)[4]
- Pièces de clavecin 1746, Christophe Rousset, clavecin Jean-Claude Goujon-Jacques Joachim Swanen, av. 1749/ravalé en 1784 du Musée de la musique (février 2007, Ambroisie/Naïve AM 151) (OCLC 811453756).
- Allemande, La Sensible et La Marche des Scythes, dans Airs d'opéra accommodés pour le clavecin, Catherine Zimmer, L'Encelade, 2011, (OCLC 5692540376).
- Œuvre pour clavecin - Yago Mahùgo Carles, clavecin (14-18 octobre 2011, OnClassical Production/Brilliant Classics 94479) (OCLC 828930282).
- Pyrrhus - Alain Buet (Pyrrhus) ; Emmanuelle de Negri (Polyxène) ; Guillemette Laurens (Erephile) ; Jeffrey Thompson (Acamas) ; Les Enfants d'Apollon, dir. Michael Greenberg (14-16 septembre 2012, Alpha 953)[5] (OCLC 873945842)
- Premier livre de pièces de Clavecin, Mie Hayashi, clavecin Andrew Garlick 2010, d'après Jean-Claude Goujon, 1749 (22-23 octobre 2018, Resonus RES10236) (OCLC 1089610347).
- Ode de la Fortune 1746, Almasis (extraits) Guillaume Durand (Zamnis), Cécile Van Wetter (Almasis), Almazis-Iakovos Pappas dir. Iakovos Pappas dans Jean-Baptiste Rousseau Poésies mises en musique. (7, 9 & 10 juillet 2020, MAG 358.427)[6].

### Bases de données et dictionnaires
- Ressources relatives à la musique :   - International Music Score Library Project
  - AllMusic
  - Carnegie Hall
  - Discogs
  - Grove Music Online
  - MusicBrainz
  - Muziekweb
  - Projet Mutopia
- Ressources relatives au spectacle :   - Les Archives du spectacle
  - César
- Ressource relative à plusieurs domaines :   - Radio France
- Ressource relative à la recherche :   - Isidore
- Notices d'autorité :   - VIAF
  - ISNI
  - BnF (données)
  - IdRef
  - LCCN
  - GND
  - Japon
  - CiNii
  - Espagne
  - Pays-Bas
  - Pologne
  - Israël
  - NUKAT
  - Suède
  - Tchéquie
  - Lettonie
  - WorldCat